# Ribeirão Pires
Ribeirão Pires là một đô thị tại bang São Paulo, Brasil. Đô thị này có diện tích 99,175 km², dân số năm 2007 là 107.046 người, mật độ dân số 1198,5 người/km². Đây là một đô thị thành phần của vùng đô thị São Paulo. Đô thị này cách thủ phủ bang São Paulo 50 km, nằm ở độ cao 800 m. Khí hậu ở đây bán nhiệt đới. Theo thống kê năm 2000, đô thị này có chỉ số phát triển con người là 0,807, tỷ lệ biết đọc biết viết là 94,55%. Tuổi thọ bình quân là 69,93 tuổi.
Thành phố này giáp với: Ferraz de Vasconcelos; Suzano; Rio Grande da Serra; Santo André; Mauá